# ويستلاند ويرلوند (مقاتلة)
ويست ليند ويروند (بالإنجليزية: Westland Whirlwind)‏، هي طائرة حربية بريطانية، تستخدمها القوات الجوية الملكية البريطانية، استعملت هذه الطائرة في الحرب العالمية الثانية.

Whirlwind Mark I while undergoing fighter-bomber trials at the Aeroplane and Armament Experimental Establishment

## وصلات خارجية
- The Westland Whirlwind Flight 5 March 1942
- "Flying Arsenal Pace Bombers on Raids." Popular Science, June 1942, p. 65.
- colour profiles
- Aircraft Types and their Characteristics - Whirlwind Flight 18 June 1942